# Sibon nebulatus
La caracolera subtropical, también conocida como culebra caracolera jaspeada, (Sibon nebulatus) es una especie de serpiente que pertenece a la familia Dipsadidae. Es nativa de América Central (sureste de México, Belice, Guatemala, El Salvador, Honduras, Nicaragua, Costa Rica, Panamá), Colombia, Venezuela (incluida Isla Margarita), Trinidad, Tobago, Guayana Francesa, Ecuador, y Brasil (Alagoas, Pará).